# Anna Korakaki
Anna Korakaki (Grieks: Άννα Κορακάκη) (Drama, 8 april 1996) is een Grieks sportschutter. Ze nam in 2016 deel aan de Olympische Spelen en won een gouden medaille op het onderdeel 25 meter pistool en een bronzen plak op de 10 meter luchtpistool. Haar gouden medaille was de eerste voor Griekenland sinds het land de Spelen organiseerde in Athene in 2004. Bovendien is ze de eerste Griekse vrouwelijke atleet die twee medailles in dezelfde sport op één Spelen behaalde en mede-wereldrecordhoudster op het onderdeel 10 meter luchtpistool met 587 punten.
1984: Linda Thom ·
1988: Nino Saloekvadze ·
1992: Marina Logvinenko-Dobrantsjeva ·
1996: Li Duihong ·
2000: Maria Grozdeva ·
2004: Maria Grozdeva ·
2008: Chen Ying · 
2012: Kim Jang-mi · 
2016: Anna Korakaki · 
2020: Vitalina Batsarasjkina · 
2024: Yang Ji-in